# Panthea leucomelana
Panthea leucomelana är en fjärilsart som beskrevs av Morrison 1875. Panthea leucomelana ingår i släktet Panthea och familjen Pantheidae. Inga underarter finns listade i Catalogue of Life.

## Bildgalleri

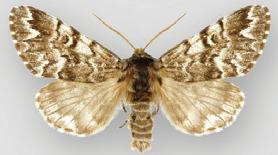
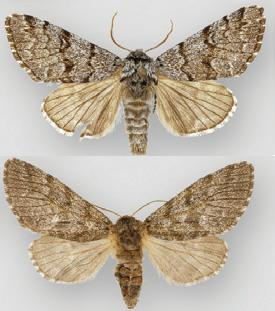
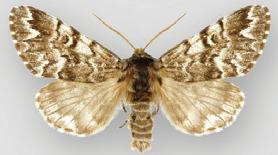
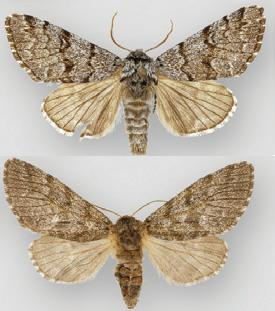